# Eugène Renevier
Eugène Renevier (Lausanne, Suíça, 26 de março de 1831 – Lausanne, 4 de maio de 1906) foi um geólogo e paleontólogo suíço.

## Vida
Após cerca de três anos de estudo na escola politécnica de Stuttgart,  Renevier em 1851 foi para Genebra para estudar com François Jules Pictet de la Rive. Em 1854 foi a Paris para assistir às palestras de Hébert e estudar nummulitas fósseis encontradas no calcário dos Alpes.
De 1859 a 1881 foi professor associado de geologia e mineralogia, depois professor titular de geologia e paleontologia na Academia de Lausanne (1881-1906). Em 1890, a academia alcançou o nome e o status de universidade. Em 1898-1890 foi reitor da Universidade de Lausanne. Por muitos anos, ele também atuou como curador do museu cantonal de geologia (1874-1906).
Ele é distinguido por suas pesquisas sobre a geologia e paleontologia dos Alpes, sobre os quais publicou numerosos artigos nos anais das sociedades científicas da Suíça e da França. Com F. J. Pictet ele escreveu um livro de memórias sobre os Fossiles du terreno aptien de la Perte-du-Rhone (1854). Em 1894 foi nomeado presidente da Comissão Geológica Suíça, e também do Congresso Geológico Internacional realizado naquele ano em Zurique, em reuniões anteriores das quais ele havia participado de forma destacada. Publicou um notável Tableau des terrenos sédimentaires (1874); e uma segunda edição mais elaborada, acompanhada de um artigo explicativo Chronographe géologique, foi publicado em 1897 como um suplemento ao Relatório do Congresso de Zurique. Esta nova tabela foi impressa em folhas coloridas, correspondendo as cores de cada sistema geológico às adotadas no mapa geológico internacional da Europa.
Em 1879, foi eleito membro da American Philosophical Society.

## Obras
- "the Fossiles du terrain aptien de la Perte-du-Rhone"  com F. J. Pictet (1854)
- "Tableau des terrains sedimenlaires" (1874)
- "Chronographe geologique" (1897)